# Represa Lagoa Grande
Represa Lagoa Grande är en reservoar i Brasilien.   Den ligger i delstaten Minas Gerais, i den sydöstra delen av landet, 600 km sydost om huvudstaden Brasília. Represa Lagoa Grande ligger 1 321 meter över havet.
Omgivningarna runt Represa Lagoa Grande är huvudsakligen savann. Runt Represa Lagoa Grande är det ganska tätbefolkat, med 144 invånare per kvadratkilometer.